# Agaricostilbum palmicola
Agaricostilbum palmicola är en svampart som beskrevs av J.E. Wright 1970. Agaricostilbum palmicola ingår i släktet Agaricostilbum och familjen Agaricostilbaceae.   Inga underarter finns listade i Catalogue of Life.